# توكاريف
توكاريف (بالإنجليزية: Tokarev أو اختصاراً TT Pistol)، هو مسدس روسي ذاتي التحميل، نصف أوتوماتيكي، من عيار 7.62 مم.

## تأريخياً
الجيل الأول من هذا السلاح هو TT - 30، صُمِّمَّ في بداية ثلاثينيات القرن العشرين، من قِبَل المصمم الروسي فيدور توكاريف، ليحل محل مسدس ناكانت، و الذي كان مستخدماً منذ العهد القيصري.

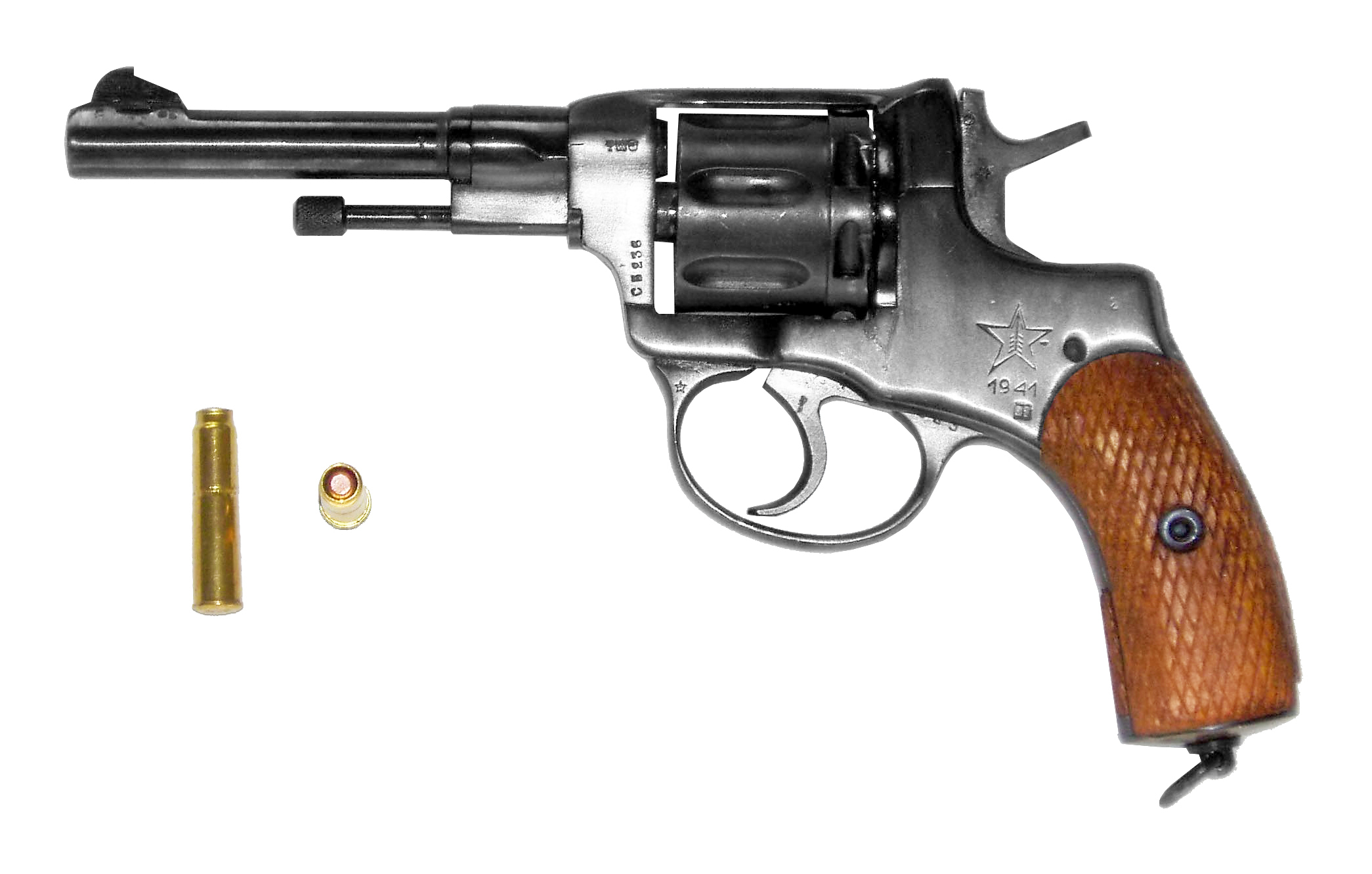
مسدس ناكانت (Nagant M1895 revolver) من العهد القيصري

## دخوله الخدمة
في 1930 قرر المجلس الثوري السوفيتي اختبار تصاميم جديدة للأسلحة الفردية، لتحل محل الأسلحة القديمة، من ضمن التصاميم كان مسدس توكاريف 30 (TT-30)، و الذي تمت الموافقة عليه بعد إجراء بعض التعديلات، ليكون متلائماً مع إمكانيات الجندي السوفيتي آنذاك، وتم إدخاله الخدمة عام 1931.

## مواصفات التصميم
- ذاتي التحميل.[3]
- عيار الخرطوشة 7.62 × 25 مم.
- طول السبطانة 116 مـم (4.6 بوصة)
- طول المسدس 194 مـم (7.6 بوصة)
- ارتفاع المسدس 134 مـم (5.3 بوصة)
- الوزن 854 غ (30.1 أونصة)
- المدى المؤثر 50 م.
- سرعة ابتدائية 480 م/ث (1,575 قدم/ث)
- مخزن 8 طلقات قابل للانفصال.

## مستخدمون
- أفغانستان[4]
- ألبانيا:[4] تستخدمه قوات الشرطة الألبانية.
- الجزائر[4]
- أنغولا[4]
- أرمينيا[4]
- أذربيجان[4]
- بنغلاديش: يتم استخدام النسخة الصينية نوع 54.[5]
- بيلاروسيا[4]
- بنين[4]
- Bosnia-Herzegovina[4]
- كمبوديا[4]
- تشاد[4]
- الصين: يتم إنتاج نسخة محلية نوع 54[6]
- الكونغو الديمقراطية[4]
- كرواتيا[4]
- مصر: تم إنتاجه محلياً منذ 1950.[7]
- غينيا الاستوائية[4]
- جورجيا[4]
- غينيا[4]
- غينيا بيساو[4]
- المجر: ينتج محلياً[8]
- العراق[4]
- قرغيزستان[4]
- لاوس[4]
- ليبيا[4]
- ليتوانيا: تستخدمه القوات المسلحة الليتوانية.[4][9]
- مدغشقر[4]
- مالطا[4]
- موريتانيا[4]
- مولدوفا[4]
- منغوليا[4]
- الجبل الأسود[4]
- المغرب[10]
- موزمبيق[4]
- كوريا الشمالية: ينتج منه نسخة محلية نوع 68.[8][11]
- باكستان: كان يستخدمه الجيش,[12] ، الحراس الأمنيون والشرطة، تم استبداله بمسدسات بيرتا وسيغ ساور عيار 9 مم.
- بولندا: كان ينتج محلياً، تم استبداله بسلاح بي - 64 منذ 1960.[8]
- رومانيا: ينتج محلياً[4][8]
- Russian Federation[4]
- صربيا[4]
- سيراليون[4]
- الصومال[4]
- الاتحاد السوفيتي[6]
- سوريا[4]
- أوغندا[4]
- فيتنام[4]
- يوغوسلافيا: ينتج محلياً.[6][8]
- زامبيا[4]
- زيمبابوي[4]